# Drużynowe Mistrzostwa Polski na Żużlu 2008
Drużynowe Mistrzostwa Polski na Żużlu 2008 – 61. edycja drużynowych mistrzostw Polski, organizowanych przez Polski Związek Motorowy (PZM). W sezonie 2008 rozgrywki podzielono na trzy ligi. W rozgrywkach Ekstraligi i pierwszej ligi brało udział po osiem zespołów, natomiast w drugiej lidze, po rezygnacji TŻ-u Lublin, uczestniczyło 6 drużyn.
Zwycięzca najwyższej klasy rozgrywkowej (Ekstraligi) został Drużynowym Mistrzem Polski na Żużlu w sezonie 2008. Obrońcą tytułu z poprzedniego sezonu była Unia Leszno; nowym mistrzem został Unibax Toruń.

## Ekstraliga

### Tabela końcowa
| Miejsce | Klub                              |
| ------- | --------------------------------- |
| 1       | Unibax Toruń                      |
| 2       | Unia Leszno                       |
| 3       | ZKŻ Kronopol Zielona Góra         |
| 4       | CKM Złomrex Włókniarz Częstochowa |
| 5       | Atlas Wrocław                     |
| 6       | Caelum Stal Gorzów                |
| 7       | Marma Polskie Folie Rzeszów       |
| 8       | Unia Tarnów                       |

### Faza finałowa
|                    | Zespół 1.                         |    | Zespół 2.                 | 1. runda | 2. runda |
| ------------------ | --------------------------------- | -- | ------------------------- | -------- | -------- |
| Miejsca 1-2        | Unibax Toruń                      | vs | Unia Leszno               | 49:41    | 47:43    |
| Miejsca 3-4        | CKM Złomrex Włókniarz Częstochowa | vs | ZKŻ Kronopol Zielona Góra | 28:62    | 51:41    |
| Baraż o ekstraligę | Marma Polskie Folie Rzeszów       | vs | Lotos Gdańsk              | 37:54    | 47:45    |

### Faza półfinałowa
|             | Zespół 1.                         |    | Zespół 2.                 | 1. runda | 2. runda |
| ----------- | --------------------------------- | -- | ------------------------- | -------- | -------- |
| Miejsca 1-4 | Unibax Toruń                      | vs | ZKŻ Kronopol Zielona Góra | 42:48    | 57:36    |
| Miejsca 1-4 | CKM Złomrex Włókniarz Częstochowa | vs | Unia Leszno               | 41:52    | 40:50    |

### Faza ćwierćfinałowa
|             | Zespół 1.                         |    | Zespół 2.                 | 1. runda | 2. runda |
| ----------- | --------------------------------- | -- | ------------------------- | -------- | -------- |
| Miejsca 1-6 | CKM Złomrex Włókniarz Częstochowa | vs | Atlas Wrocław             | 60:32    | 53:39    |
| Miejsca 1-6 | Unibax Toruń                      | vs | Caelum Stal Gorzów        | 47:43    | 66:25    |
| Miejsca 1-6 | Unia Leszno                       | vs | ZKŻ Kronopol Zielona Góra | 40:49    | 54:38    |
| Miejsca 7-8 | Marma Polskie Folie Rzeszów       | vs | Unia Tarnów               | 48:42    | 51:41    |

| Miejsce | Klub                         | Punkty | +/− |
| ------- | ---------------------------- | ------ | --- |
| 1       | Unibax Toruń                 | 4      | +45 |
| 2       | Cognor Włókniarz Częstochowa | 4      | +44 |
| 3       | Unia Leszno                  | 2      | +7  |
| 4       | ZKŻ Kronopol Zielona Góra    | 2      | –7  |
| 5       | Atlas Wrocław                | 0      | –44 |
| 6       | Caelum Stal Gorzów           | 0      | –45 |

### Faza zasadnicza
| Poz. | Klub                        | Pkt. | Z  | R | P  | Bon | +/−  |
| ---- | --------------------------- | ---- | -- | - | -- | --- | ---- |
| 1    | Włókniarz Częstochowa       | 31   | 12 | 0 | 2  | 7   | 253  |
| 2    | Unibax Toruń                | 30   | 12 | 0 | 2  | 6   | 199  |
| 3    | Unia Leszno                 | 25   | 10 | 1 | 3  | 4   | 162  |
| 4    | ZKŻ Kronopol Zielona Góra   | 17   | 7  | 0 | 7  | 3   | –7   |
| 5    | Caelum Stal Gorzów          | 16   | 6  | 1 | 7  | 3   | –36  |
| 6    | Atlas Wrocław               | 12   | 4  | 0 | 10 | 4   | –36  |
| 7    | Marma Polskie Folie Rzeszów | 7    | 3  | 0 | 11 | 1   | –255 |
| 8    | Unia Tarnów                 | 2    | 1  | 0 | 13 | 0   | –280 |

|     | CZE   | GOR   | LES   | RZE   | TAR   | TOR   | WRO   | ZIE   |
| --- | ----- | ----- | ----- | ----- | ----- | ----- | ----- | ----- |
| CZE | x     | 55:38 | 56:36 | 65:26 | 69:23 | 41:50 | 60:33 | 49:41 |
| GOR | 40:50 | x     | 48:42 | 51:41 | 60:32 | 43:47 | 53:40 | 41:49 |
| LES | 50:42 | 45:45 | x     | 59:33 | 67:26 | 43:47 | 61:29 | 50:40 |
| RZE | 32:60 | 44:48 | 27:65 | x     | 51:37 | 33:58 | 47:43 | 33:59 |
| TAR | 33:59 | 46:47 | 40:53 | 44:47 | x     | 38:53 | 57:36 | 41:49 |
| TOR | 34:59 | 61:30 | 44:46 | 63:28 | 66:26 | x     | 49:41 | 56:34 |
| WRO | 40:50 | 53:39 | 46:47 | 62:30 | 61:29 | 41:48 | x     | 53:40 |
| ZIE | 38:52 | 53:39 | 36:57 | 52:39 | 63:29 | 32:58 | 47:43 | x     |

## Pierwsza Liga

### Tabela końcowa
| Miejsce | Klub                        |
| ------- | --------------------------- |
| 1       | Polonia Bydgoszcz           |
| 2       | Lotos Gdańsk                |
| 3       | KM Intar Lazur Ostrów Wlkp. |
| 4       | PSŻ Milion Team Poznań      |
| 5       | SK Lokomotīve Dyneburg      |
| 6       | RKM Rybnik                  |
| 7       | GTŻ Grudziądz               |
| 8       | Kolejarz Rawicz             |

## Druga Liga

### Tabela końcowa
| Miejsce | Klub              |
| ------- | ----------------- |
| 1       | Start Gniezno     |
| 2       | Speedway Miszkolc |
| 3       | Speedway Równe    |
| 4       | Orzeł Łódź        |
| 5       | Kolejarz Opole    |
| 6       | KSM Krosno        |
|         | TŻ Lublin         |